# Geografia da Tunísia

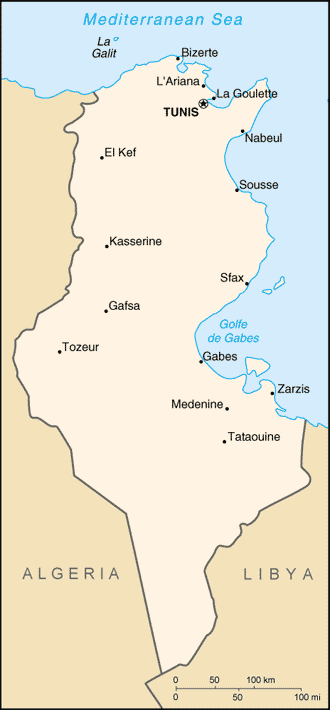
Mapa da Tunísia. Fonte: CIA - The World Factbook

A Tunísia está situada no norte da África às margens do Mar Mediterrâneo, entre a Argélia e a Líbia.
Área:

total: 163 610 km²

terras: 155 360 km²

água: 8 250 km²
Extensão das fronteiras:

total: 1 424 km

países vizinhos: Argélia 965 km, Líbia 459 km
Extensão do litoral: 1 148 km
Águas territoriais:
<pt />Zona contígua: 24 milhas náuticas

Mar territorial: 12 milhas náuticas
Clima: temperado mediterrânico ao norte, com chuvas moderadas no inverno e verões quentes; clima desértico no sul.
Relevo: montanhoso ao norte, ocupado pelos montes Atlas; planície central quente e seca; áreas semiáridas ao sul se fundem com o deserto do Saara.
Hidrografia:
No norte corre o único rio perene do país, o Medjerda, em seu vale se desenvolve a atividade agrícola, que emprega 30% da mão-de-obra. Na região central existe um imenso chott (lago salgado quase sempre seco), o Chott el Jerid, que divide sensivelmente ao meio o território da Tunísia.
Extremos de altitude:

Ponto mais baixo: Chott el Gharsa, -17 m

Montanha mais alta: Jabal ash Shanabi, 1.544 m
Recursos naturais: petróleo, fosfatos, minério de ferro, chumbo, zinco, sal, terras cultiváveis
Uso da terra:

Terras aráveis: 19%

Áreas de cultivo permanente: 13%

Pastagens permanentes: 20%

Florestas e bosques: 4%

Outras: 44% (1993 est.)
| Ordem | Nome      | Província |
| ----- | --------- | --------- |
| 1.    | Tunes     | Tunes     |
| 2.    | Sfax      | Sfax      |
| 3.    | Nabeul    | Nabeul    |
| 4.    | Sousse    | Sousse    |
| 5.    | Ben Arous | Ben Arous |
| 6.    | Cairuão   | Kairouan  |
| 7.    | Bizerte   | Bizerte   |
| 8.    | Monastir  | Monastir  |
| 9.    | Ariana    | Ariana    |
| 10.   | Medenine  | Medenine  |

1. ↑  «Tunísia: dados gerais, geografia, cultura, governo». Mundo Educação. Consultado em 3 de maio de 2022